# Phragmidium kamtschatkae
Phragmidium kamtschatkae är en svampart som först beskrevs av H.W. Anderson, och fick sitt nu gällande namn av Arthur & Cummins 1933. Phragmidium kamtschatkae ingår i släktet Phragmidium och familjen Phragmidiaceae.   Inga underarter finns listade i Catalogue of Life.